# 레인지 팩터
레인지 팩터(Range Factor, 줄여서 RF)는 빌 제임스가 개발한 야구 기록이다. 한 선수가 특정 수비 포지션 기록한 풋아웃과 어시스트를 합친 횟수를 그 선수가 그 포지션에서 소화한 이닝 또는 경기수로 나누어 계산한다. 수비 기회에서 실책을 얼마나 적게 저질렀는지 계산하는 전통적인 기록인 수비율보다 한 선수가 관여한 아웃의 총합이 수비 능력을 더 적절하게 나타낼 수 있다는 관념에 기반한 기록이다.
하지만 1루수와 같은 포지션의 경우 다른 포지션에 비해 더 많은 풋아웃을 만들어내기 때문에 레인지 팩터의 수치도 높은 경향이 있다. 포수의 경우에도 투수가 타자로부터 삼진을 잡아내는 경우 타자가 베이스에 도달하지 못하기 때문에 높은 레인지 팩터 값을 갖게 된다.